# Wilder Brigade Monument
Le Wilder Brigade Monument (également connue sous le nom de Wilder Tower) est un grand monument public situé dans le Chickamauga and Chattanooga National Military Park dans le comté de Walker en Géorgie, aux États-Unis.
Le monument, qui consiste en une tour de guet en pierre, a été érigé en l'honneur de la Lightning Brigade (dirigée par John T. Wilder (en)) de l'armée du Cumberland (Union Army). La brigade a participé à la bataille de Chickamauga pendant la guerre de Sécession. Le monument est situé sur le champ de bataille où la brigade a combattu.